# Pierre Pfeffer
Pierre Pfeffer, né le 6 décembre 1927 à Paris et mort dans la même ville le 29 décembre 2016,,, est un zoologiste et vulgarisateur français. Il était directeur de recherche honoraire au CNRS et au Muséum national d'histoire naturelle de Paris.

## Jeunesse
En 1934 sa mère journaliste est envoyée en poste à Moscou où Pierre Pfeffer s’inscrit au cercle des Jeunes Naturalistes de l'école primaire qu'il suit, et se charge de l’élevage des couleuvres. Le pacte Hitler-Staline se traduit par le rappel de sa mère à Paris où Pierre Pfeffer poursuit sa scolarité. En 1944, à seize ans, il s’engage dans les maquis FFI de l’Ardèche, puis dans la première armée française du général De Lattre. Avec le 19e bataillon de chasseurs à pied il participe aux campagnes de France, d’Allemagne et d’Autriche et il ne rate pas une occasion d’observer et photographier la faune, notamment celle des montagnes d’Autriche. Démobilisé, il reprend ses études, passe son bac et, sur recommandation de Théodore Monod, part en 1959 en Côte d’Ivoire, en tant que « naturaliste-voyageur » chargé de collecter des spécimens pour le Muséum national d'histoire naturelle. Dans le cadre de cette mission, à la demande de l’administration coloniale française il se trouve obligé d’abattre des éléphants blessés ayant causé des accidents parmi les paysans africains. Son premier intérêt pour ces animaux et les problèmes que posent leurs relations avec l’Homme est né de là, raconta-t-il. À son retour en France, il suit des études de sciences naturelles à la Sorbonne.

## Carrière
Pierre Pfeffer est recruté au Muséum national d'histoire naturelle comme attaché en 1957 et est également assistant de biologie animale à la faculté des sciences. À ce titre, il part pour un premier séjour (1955-1957) en Indonésie dans le centre de Bornéo (Kalimantan) et les Petites îles de la Sonde où il se consacre à l’étude du Varan de Komodo et en fait son mémoire de DES en 1958. L’année suivante, il est nommé stagiaire, puis attaché de recherches au CNRS et travaille au laboratoire d’Herpétologie et Ichtyologie du Muséum (professeur Jean Guibé), puis définitivement cette fois, avec Jean Dorst à celui des Mammifères et Oiseaux (professeur Jacques Berlioz). En 1963, il publie son premier ouvrage Bivouacs à Bornéo.
Docteur ès sciences en 1959 (il fit sa thèse sur le mouflon de Corse), Pierre Pfeffer se spécialise en éco-éthologie des ongulés de montagne (Corse, Alpes, Cévennes) et des régions tropicales d’Asie et d’Afrique. Comme d’autres chercheurs du Muséum, il prend tôt conscience des menaces pesant sur les équilibres environnementaux de la planète et il devient un ardent défenseur et spécialiste des éléphants mais aussi d’une cohabitation raisonnée entre l’Homme et son milieu, inspirée par l’expérience millénaire des peuples premiers (par exemple à Bornéo).
À partir de 1969, Pierre Pfeffer, chargé de recherches au C.N.R.S., fait partie de l’équipe de spécialistes animaliers auxquels fait appel François de La Grange pour son émission télévisée Les Animaux du Monde.
Il fut ensuite, en 1985, directeur de recherche au C.N.R.S. et attaché au laboratoire des mammifères et des oiseaux au Muséum national d'histoire naturelle, au sein de la chaire de zoologie (mammifères et oiseaux).
Pierre Pfeffer fut vice-président de la Société nationale de protection de la nature (SNPN), après en avoir été le secrétaire général. Herpétologiste, ornithologiste et finalement, mammalogiste, auteur de très nombreux articles, publications scientifiques et ouvrages de vulgarisation, il fut membre de l'association des journalistes-écrivains pour la nature et l'écologie (JNE).
Pierre Pfeffer a, toute sa vie, été un naturaliste de terrain. Durant plus de 50 ans, au cours de quelque 90 séjours d'un mois à deux ans, il fut le témoin direct de la destruction accélérée des milieux naturels et de la grande faune. Très activement engagé dans la lutte pour leur sauvegarde, il a agi à la demande de divers états, en tant qu'expert indépendant ou dans le cadre d'organismes internationaux. Il fut notamment expert-consultant de l’UICN pour l’Afrique et président du WWF France de 1976 à 1983 – il participa à de nombreux programmes de conservation et à la création de parcs nationaux ou de réserves en Afrique, en Asie et en Europe – il fut durant 20 ans, président du  conseil scientifique du Parc du Mercantour.
Administrateur pendant 30 ans de la SNPN dont il fut le vice-président, il fut le promoteur de la campagne Amnistie pour les Éléphants qui contribua, un temps, à leur sauvegarde. En 2000, il fut élu par 8 pays d’Afrique centrale à la présidence de leur réseau de parcs nationaux et de réserves (RAPAC). Durant sa période de retraite, Pierre Pfeffer continua à dénoncer les conséquences inquiétantes de la rapacité humaine sur les ressources, les milieux, les espèces et, finalement, sur la survie de l’humanité même.

## Publications
- Bivouacs à Bornéo, collection "L’aventure vécue", Flammarion, Paris (1963).
- Aux îles du dragon, photographies de Georges Bourdelon, collection "L’aventure vécue", Flammarion, Paris (1964).
- Le mouflon de Corse (Ovis ammon musimon, Schreber 1782) : Position systématique, écologie et éthologie comparée, Mammalia, supplément au volume 31, Paris (1967).
- L’Asie, collection "Les continents en couleurs", Hachette, Paris (1970).
- Avec Guy Dhuit, Zoo sans Frontières : Animaux d’Afrique orientale, Hatier, Paris (1970).
- Avec Ake Assi, Parc national de Taï: inventaire de la flore et de la faune, Paris, Bureau pour le développement de la production agricole (1975).
- Exposés des titres et travaux de Pierre Pfeffer (1979).
- L'ours, un géant pas si tranquille, illustrations de Franck Stéphan, Paris, Gallimard jeunesse (1985).
- Notice des titres et travaux de Pierre Pfeffer (1989).
- Vie et mort d’un géant : L’éléphant d’Afrique, collection "L'odyssée", Flammarion, Paris (1989).
- Le retour du Loup en questions, Le Courrier de la Nature, N°171, p. 31-36 (mai-juin 1998) & N°172, p. 34-39 (juillet-août 1998).
- Avec Arnoult Seveau, Les bovinés rares et menacés du Cambodge, Le Courrier de la Nature, N°195, p. 18-24 (novembre-décembre 2001).
- La conservation des espèces animales, Le Courrier de la Nature, N°213 "Spécial SNPN - 150ème anniversaire", p. 24-31 (juin 2004).
- Grand, fort et sage, l'éléphant, illustrations par René Mettler, Paris, Gallimard (2005).
- Sauvegarde des castors en France: opération Floc le castor, Paris, WWF.